# Penstemon campanulatus
Penstemon campanulatus là một loài thực vật có hoa trong họ Mã đề. Loài này được (Cav.) Willd. mô tả khoa học đầu tiên năm 1800.

## Hình ảnh

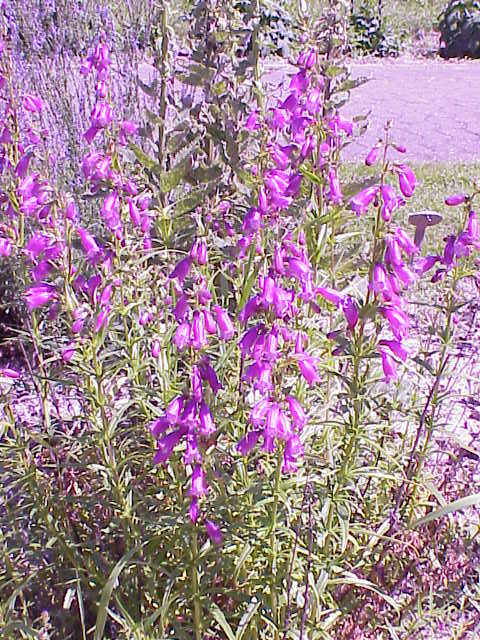
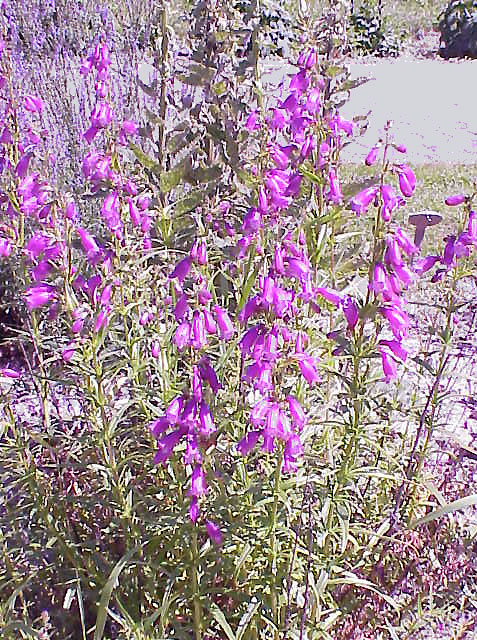